# Elk Street
Elk Street is een straat in Lower Manhattan, New York. De originele naam van Elk Street was Elm Street. In 1939 werd de straat hernoemd door burgemeester Fiorello La Guardia ter ere van Benevolent & Protective Order of Elks, een club waar La Guardia zelf ook lid van was.